# عبد الغني مالك
عبد الغني مالك (25 مايو 1972 بكوالالمبور في ماليزيا - ) هو لاعب كرة قدم ماليزي في مركز الدفاع. شارك مع منتخب ماليزيا لكرة القدم. أما مع النوادي، فقد لعب مع نادي ترغكانو وPerak F.C. ‏ ونادي بهانغ ‏ وKuala Lumpur Football Association ‏ وMPPJ Selangor F.C. ‏.

## وصلات خارجية
- عبد الغني مالك على موقع قاعدة بيانات كرة القدم.إي يو (الإنجليزية)
- عبد الغني مالك على موقع ناشيونال فوتبول تيمز (الإنجليزية)